# Contea di King and Queen
La contea di King and Queen (in inglese King and Queen County ) è una contea dello Stato della Virginia, negli Stati Uniti. La popolazione al censimento del 2000 era di 6 630 abitanti. Il capoluogo di contea è King and Queen Court House.